# Mythologies
Mitologías es un libro de Roland Barthes publicado en 1957. Es una colección de ensayos que previamente habían aparecido en Les Lettres nouvelles. En ellos se estudia la aparición de nuevos mitos modernos, basados en los sistemas de valores contemporáneos. Barthes parte de la semiología, actualizando las teorías de Ferdinand de Saussure sobre la estructura del signo (relación convencional y arbitraria entre significante y significado). Añade un segundo nivel donde el signo funciona todo él como un significante y queda así elevado al nivel de mito.

## Mitologías
Mitologías está partida a dos: Mitologías y El mito hoy. La primera sección consta de una colección de ensayos sobre mitos modernos. La segunda parte analiza con mayor profundidad el concepto de mito.
Los ensayos describen una selección de fenómenos culturales modernos muy variados entre sí, que solo tienen en común su estatus de mitos: se les ha añadido un significado de segundo grado. Cada capítulo analiza uno de esos fenómenos, yendo desde el cerebro de Einstein hasta jabones y detergentes. Fueron originalmente escritos como ensayos bimensuales para la revista Les Lettres Nouvelles.
En un ejemplo típico, Barthes describe la imagen construida alrededor del vino tinto, su adopción como bebida nacional en Francia. Defiende que se le ha otorgado un significado de igualdad social, asociada al proletariado. Aunque sus efectos dañinos para la salud suelen recibir escasa atención.
En otro capítulo, Barthes explora el mito del wrestling profesional. Afirma que, a diferencia del boxeo, el interés de esta lucha espectacular y de alto riesgo no es descubrir quién ganará ni asombrarse ante "una demostración de excelencia" en términos atléticos, sino disfrutar de una representación de los conceptos básicos en nuestra sociedad del bien y del mal, del Sufrimiento, la Derrota y la Justifica. Los actores fingen ser luchadores, como personajes de una pantomima, y retratan de forma exagerada los estereotipos de la debilidad humana: el traidor, el vanidoso, el hombre afeminado. La audiencia espera verles ser castigados por sus transgresiones, en una versión teatralizada de la ideología social de la justicia.

## El mito hoy
En la segunda mitad del libro, Barthes reflexiona sobre qué es un mito hoy. Valora entender el mito como un tipo de discurso y lo pone en relación con las ideologías políticas.

Portada de la revista Paris Match, uno de los objetos que Barthes analiza

En continuidad con la primera parte, Barthes justifica y explica su selección de mitos y su análisis. Llama la atención sobre algunos conceptos de la semiología, desarrollados por Ferdinand de Saussure, en su descripción del signo como relación entre una imagen mental (significado) y una imagen acústica (significante). Partiendo de esta estructura, Barthes añade un segundo nivel y explica cómo, en el mito, todo el signo (la palabra) es tomado previamente como significante, al que se añade un significado social. 
Este significado de segundo orden no es arbitrario. Aunque no seamos plenamente conscientes de ello, los mitos modernos están ahí por una razón. Como en el ejemplo del vino tinto, las mitologías se conforman para perpetuar ideas que la sociedad adhiere a las ideologías actuales de las clases hegemónicas y los medios de comunicación.

Modelo semiótico sugerido por Barthes.